# Брезен
Брѐзен е село в Южна България, община Ардино, област Кърджали.

## География
| Население по години | Население по години |
| ------------------- | ------------------- |
| 1934 г.             | 722 души            |
| 1956 г.             | 933 души            |
| 1975 г.             | 783 души            |
| 1985 г.             | 780 души            |
| 1992 г.             | 465 души            |
| 2001 г.             | 271 души            |
| 2011 г.             | 213 души            |
| 2019 г.             | 278 души            |

Село Брезен се намира в най-източната част на Западните Родопи, при границата им с Източните Родопи, на около 13 km западно от центъра на град Кърджали, 9 km североизточно от град Ардино и 6 km югозападно от язовир Кърджали. През селото минава третокласният републикански път III-8653, който се свързва на юг при село Кобиляне с третокласния републикански път III-865, водещ на запад към общинския център Ардино, а на изток – към областния център Кърджали. На север от Брезен път III-8653 минава през село Боровица и покрай село Китница продължава към село Сполука. Надморската височина при сградата на кметството в Брезен е около 543 m.

## История
Селото – тогава с име Халач-дере – е в България от 1912 г. Преименувано е на Халач с министерска заповед № 3775, обнародвана на 7 декември 1934 г. Селото носи името Халач до 1981 г., когато е преименувано на Брезен.
Към 31 декември 1934 г., тогавашното село Халач се е състояло от махалите Баевци (Коджа башлар), Босилово (Калайджилар), Голинци (Келолар), Емирци – Горно и Долно (Емиролар Юкаръ̀ и Ашаръ̀), Потапник (Кър башлар) и Сирищна (Юсенджиклар).
Във фондовете на Държавния архив Кърджали, списък на фондове от масив „С“, се съхраняват документи от съответни периоди на/за:
- Народно основно училище „Христо Ботев“ – с. Халач (Брезен), Кърджалийско, фонд 230, 1949 – 2000; Промени в наименованието на фондообразувателя:

– Турско начално училище – с. Халач (Брезен), Кърджалийско (1944 – 1951);
– Народно основно училище „Христо Ботев“ – с. Халач (Брезен), Кърджалийско (1951 – 1981);
– Основно училище „Христо Ботев“ – с. Брезен, Кърджалийско (1981 – 2000).

## Население
Преброяване на населението през 2011 г.
Численост и дял на етническите групи според преброяването на населението през 2011 г.:
|                     | Численост | Дял (в %) |
| Общо                | 213       | 100,00    |
| Българи             | 0         | 0,00      |
| Турци               | 206       | 96,71     |
| Цигани              | 0         | 0,00      |
| Други               | 0         | 0,00      |
| Не се самоопределят | 0         | 0,00      |
| Неотговорили        | 3         | 1,40      |

## Религии
Изповядваната в село Брезен религия е ислям.

## Обществени институции
Село Брезен към 2020 г. е център на кметство Брезен.
Читалище „Пейо Крачолов Яворов“ в селото към 2017 г. е действащо.
Молитвеният дом в село Брезен е джамия.